# Postomia
Postomia, Kanał Postomski – rzeka w zachodniej Polsce (w województwie lubuskim), lewy dopływ Warty o długości 67 kilometrów i powierzchni dorzecza 1425 km². 
Główne dopływy:
- lewe: Łęcza, Ośnianka
- prawe: Kanał Bema

Ważniejsze miejscowości nad Postomią: Wędrzyn, Ostrów, Sulęcin, Krzeszyce, Lemierzyce, Słońsk.

## Galeria

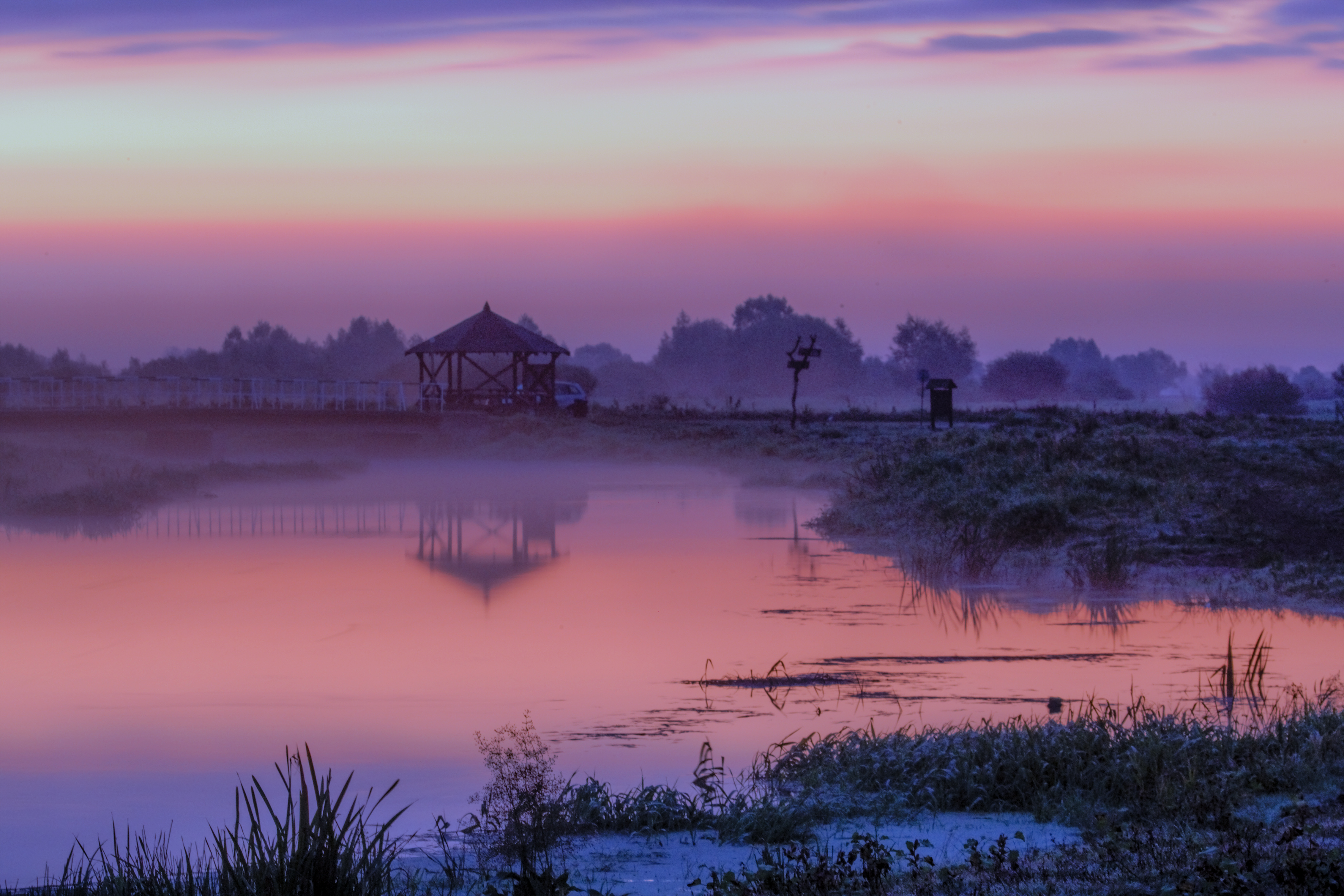
Postomia o świcie – na brzegu czatownia Parku Narodowego „Ujście Warty”